# ABS (tworzywo)

Monomery polimeru ABS

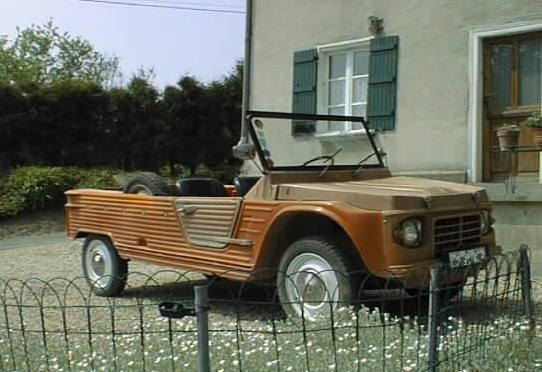
Citroën Méhari, którego karoserię wykonano z ABS

ABS, terpolimer akrylonitrylo-butadieno-styrenowy, poli(akrylonitryl-co-butadien-co-styren) – tworzywo otrzymywane w procesie polimeryzacji 1,3-butadienu oraz kopolimeryzacji akrylonitrylu ze styrenem wraz z jednoczesnym szczepieniem powstałego kopolimeru na polibutadienie.

## Właściwości
Tworzywo amorficzne. Gęstość 1,05 g/cm3. Duża udarność, twardość oraz odporność na zarysowania. Brak odporności na działanie światła i promieniowania UV. Dobre właściwości izolacyjne. Zadowalająca odporność na działanie ługów, rozcieńczonych kwasów, węglowodorów alifatycznych, olejów i tłuszczów. Nieodporny na działanie kwasów, estrów oraz ketonów. Jest jednym z niewielu tworzyw sztucznych, które można pokrywać warstwami metalicznymi podczas obróbki galwanicznej.
Zakres temperatur dla pracy ciągłej: od -40 do +85 °C.
Skurcz przetwórczy
- 0,4–0,7% (typy niewzmocnione)
- 0,2–0,3% (typy wzmocnione)

## Zastosowanie

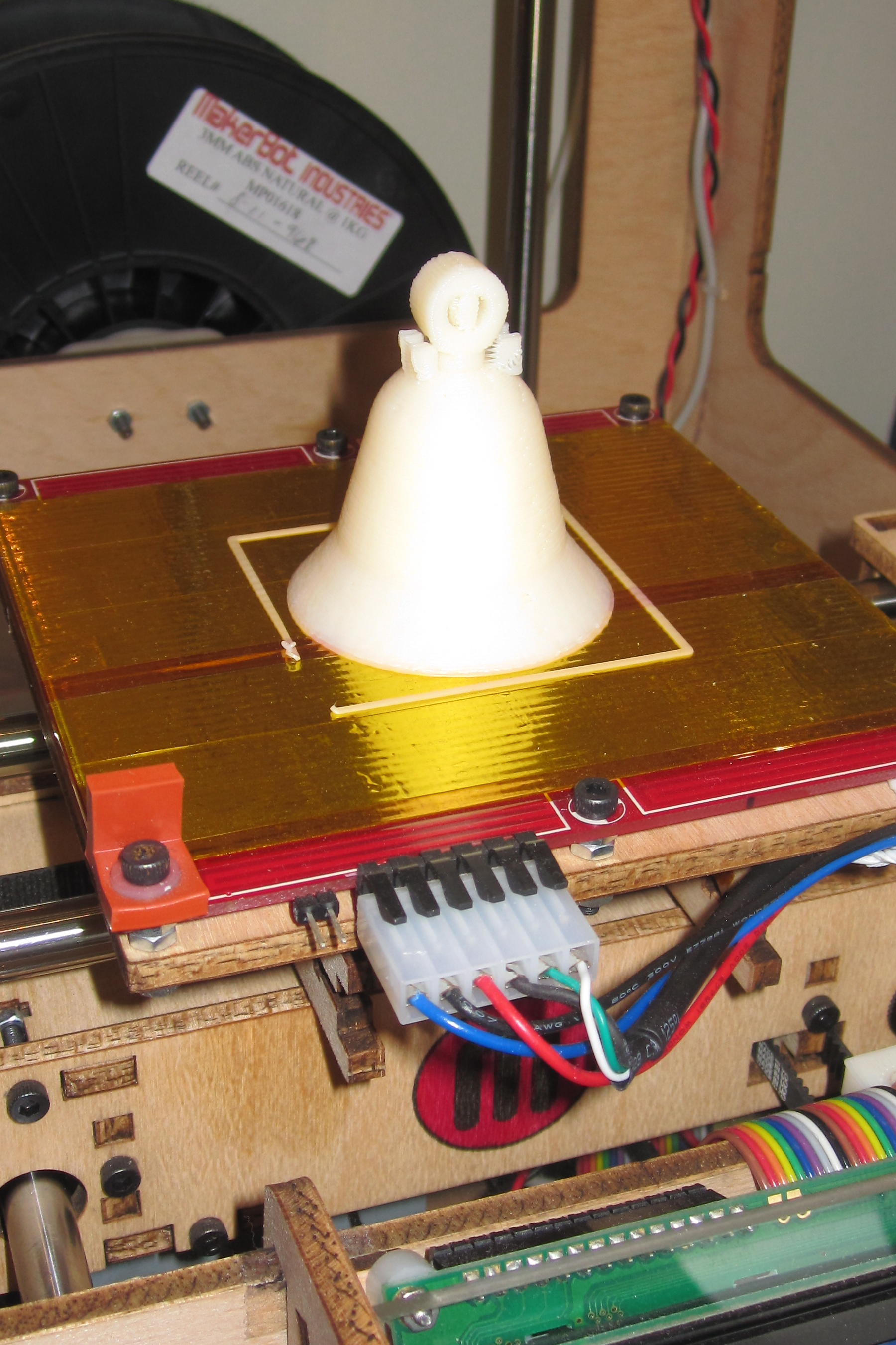
ABS jest jednym z najpopularniejszych materiałów do druku 3D w technologii FDM. Stopiony materiał jest wytłaczany przez rozgrzaną dyszę drukarki, po czym nakładany warstwa po warstwie, tworząc drukowany obiekt od dołu do góry. ABS może podczas drukowania stwarzać potencjalne zagrożenia zdrowotne oparami akrylonitrylu, który jest prawdopodobnie czynnikiem rakotwórczym. Elementy drukowane z ABS nie mogą być stosowane jako implanty medyczne.

Przykładowe zastosowania to obudowy aparatury elektronicznej, sprzętu AGD itp.; elementy samochodów, różnorakich sprzętów i urządzeń; galanteria ozdobna, zabawki, materiały biurowe i wiele innych.

## Przetwórstwo
Zalecany czas suszenia: 3–4 h
Zalecana temperatura suszenia: 75–85 °C
Dopuszczalna zawartość wilgoci przy przetwórstwie: < 0,10%
Temperatura przetwórstwa: 190–260 °C
Temperatura formy: 40–80 °C

## Nazwy handlowe
Cycolac, Lustran, Novodur, Absolac, Magnum, Polylac, Polyman, Sinkral, Terluran, Toyolac.